# En estos días
En estos días es un álbum de Illapu lanzado el 31 de mayo de 1993. Es el disco más exitoso del grupo, y el más vendido en la historia de la música chilena, contando con siete Discos de Platino, y el segundo con más ventas certificadas, tras México lindo y querido, de María José Quintanilla (que tiene ocho discos de Platino, debido a que en la década del 2000 bajó la cantidad de discos vendidos para obtener este reconocimiento). El álbum contiene uno de los más grandes éxitos de la banda titulado "Lejos del Amor", canción que se logró mantener cuarenta y seis semanas en los rankings de las preferencias radiales.

## Historia
Luego de haber lanzado el álbum Vuelvo amor... Vuelvo vida (1991), Illapu sentía que debía reencontrarse con el público chileno, del cual se habían distanciado durante sus siete años de exilio. Vieron la posibilidad de crear un disco que hiciera alusión a lo que se vivía en Chile en esos tiempos.
El lanzamiento del disco significó la meta cumplida para la banda y su reencuentro con Chile, con miles de copias vendidas, convirtiéndose en 1996 en el disco más vendido de toda la historia de la música nacional, llevando siete Discos de Platino.

## Contenido
A partir de las ideas de hacer una mirada a la actualidad, nacen canciones como "Lejos del Amor", escrita por Pato Valdivia y compuesta por Roberto Márquez. La canción que erróneamente es confundida con un canto de amor, contiene una crítica social a lo que se veía en las calles de Santiago. No tardó en convertirse en uno de los más grandes éxitos del grupo.
También aparecieron grandes éxitos como "Del pozo de mis sueños" (canción de amor escrita por Pato Valdivia y compuesta por Roberto Márquez, en la que destacaban los coros ocupados), "Volarás "(una canción escrita por Carlos Elgueta y compuesta por Roberto Márquez, la cual líricamente trata sobre el vuelo de una paloma y musicalmente destaca su juego vocal en el coro), "No te salves" (poema de Mario Benedetti musicalizado por José Miguel Márquez), Palabras de nuestro tiempo (canción escrita y compuesta por Andrés Márquez, haciendo una mirada a la actualidad y un llamado a la libertad), Un poco de mi vida (canción escrita por Andrés Márquez y compuesta por Roberto Márquez que líricamente trata sobre los problemas de la educación en Chile y musicalmente destaca su trabajo en las quenas).

## Datos

### Lista de temas

#### Álbum original
| N.º | Título                               | Letras                | Música              | Duración |  |
| 1.  | «Lejos del amor»                     | Luis Alberto Valdivia | Roberto Márquez     | 4:06     |  |
| 2.  | «Del pozo de mis sueños»             | Luis Alberto Valdivia | Roberto Márquez     | 4:08     |  |
| 3.  | «No te salves»                       | Mario Benedetti       | José Miguel Márquez | 3:18     |  |
| 4.  | «Cariquima» (Instrumental)           |                       | Roberto Márquez     | 2:34     |  |
| 5.  | «Palabras de nuestro tiempo»         | Andrés Márquez        | Andrés Márquez      | 4:18     |  |
| 6.  | «Volarás»                            | Carlos Elgueta        | Roberto Márquez     | 3:40     |  |
| 7.  | «Bailando en Isluga» (Instrumental)  |                       | Roberto Márquez     | 4:10     |  |
| 8.  | «Un poco de mi vida»                 | Andrés Márquez        | Roberto Márquez     | 3:45     |  |
| 9.  | «Waylas de Cala-Cala» (Instrumental) |                       | Juan Flores         | 3:54     |  |
| 10. | «Me habita la confianza»             | Andrés Márquez        | Roberto Márquez     | 2:30     |  |

### Videoclips
Canciones que contaron con un videoclip promocional, en orden de lanzamiento:
1. Lejos del amor
  - Año 1993
2. Del pozo de mis sueños
  - Año 1993 Y 1994 en 1993 Con Antonio Morales y en 1994 con Kike Galdames
3. Un poco de mi vida
  - Año 1993
4. Volarás
  - Año 1994

### Músicos

#### Illapu
- Roberto Márquez - Voz, guitarra, charango, zampoña, dirección musical y arreglos
- Andrés Márquez - Voz, guitarra, tiple, cuatro venezolano
- Eric Maluenda - Voz, bombo, bongó, congas, cajón peruano, zampoñas y percusión
- Carlos Elgueta - Voz, bajo eléctrico
- Juan Flores - Voz, charango, quena, saxo y zampoñas
- Antonio Morales - Quena, quenacho y zampoñas

#### Músicos invitados
- José Miguel Márquez - Quenas en "Un poco de mi vida" y "Bailando en Isluga", Voz en segundo verso de "Lejos del amor"
- Jaime Vivanco - Piano y Teclados en "Palabras de nuestro tiempo"
- Iván Díaz - Bongó en "Del pozo de mis sueños"

## Compilaciones
- Los instrumentales "Cariquima", "Waylas de Cala Cala" y "Bailando en Isluga" aparecen en los discos compilatorios De sueños y Esperanzas (1994) y Sereno (1997).
- En el disco compilatorio Sus más grandes éxitos aparecen "Lejos del amor", "No te salves", "Del pozo de mis sueños", "Un poco de mi vida" y "Volarás".
- En el compilatorio Memoria del cantar popular aparece "Lejos del amor" en una versión grabada con la formación del año 2000.
- En el disco en vivo Momentos vividos aparecen "Lejos del amor", "No te salves", "Del pozo de mis sueños" (interpretada junto a Pablo Milanés), "Un poco de mi vida".
- En el disco y DVD en vivo Illapu 33 (2005) aparecen "Volarás" y "Lejos del Amor".